# 孟加拉国驻华大使馆
孟加拉人民共和国驻中华人民共和国大使馆，简称孟加拉国驻华大使馆，是孟加拉人民共和国在中华人民共和国的最高外交代表机构。馆址位于中国北京市朝阳区光华路42号。该馆亦兼辖孟加拉国在北韓的外交业务。

## 历史沿革
1975年10月4日，中孟建交，两国随即互设大使馆。